# Szent Erzsébet-templom (Rárósmúlyad)
A rárósmúlyadi Szent Erzsébet-templom Medgyaszay István tervei szerint épült a gróf Kőrfy Rudolf kezdeményezésére 1909-1910-ben, aki a falu számára templomot, családja számára pedig temetkezési helyet szeretett volna emelni. A templomépítető 1906-ban hunyt el és 120.000 koronát hagyott hátra az épület megépítésére. A tervezést 1908-ban kezdte Medgyaszay. Az épület merész újításokat alkalmazott: ez volt Magyarország első vasbeton temploma. A templom római katolikus. A mai Magyarország területén a kerekegyházi templom számít a legidősebb vasbeton-templomnak (1913-ból).

## Az épület leírása
A templom szecessziós stílusban épült. Az épület nyolcszögletű alaprajzzal rendelkezik, melyen az oltárrész egy külön kitüremkedő szárat képez. A templom a hajó oldalán helyezkedik el, a bejárat fölött egy sgrafittó freskót láthatunk. A kupola kerülete mentén nyolc angyal szobra (kerubok szobrai) látható, melyeket íves tartóelemek kötnek össze. Az angyalszobrok Sidló Ferenc művei. A kupola gömbcikkely alakú, előre gyártott elemekből lett a helyszínen összebetonozva vasbeton koszorúval. A templomhoz kapcsolódik a karcsú harangtorony nyitott árkáddal, a torony keresztmetszete felfelé szűkül. A tornyot az erdélyi építészet, pontosabban a körösfői templom tornya ihlette. Az ablakrések kialakítása gótikus hatást mutat. A belső térbe lépve, elhagyva a kis méretű fogadócsarnokot, jutunk az oktogonális kupolacsarnokba. Bal oldalon láthatjuk a szinteltolással épült orgonát és kórust, mely a belső tér és a torony közötti kapcsolatot képezi, alatta a sekrestyébe vezető ajtót. A sekrestye, mely szintén a toronyhoz kapcsolódik, egyenes mennyezetű. A sekrestyeajtó mellett látható a fa szószék. Az oltár két oldalán egy-egy ajtó vezet le a családi sírboltba, ahol Kőrfy Rudolf szüleivel és nővérével nyugszik. Az oltár kialakítását Tihanyi Lajos végezte a szecessziós neogótika stílusában. Az oltárkép egy festett dombormű, mely a Szent Erzsébet legenda egy mozzanatát örökíti meg, amikor Erzsébet kenyeret visz a szegényeknek, de amikor lelepleződne, a kenyérdarabok rózsacsokorrá változnak a kötényében. Az eredeti berendezés a mainál jóval egyszerűbb volt, a falak belső festése később készült el, a szentek szobrai pedig a hívek ajándékai.

Medgyaszay ezen művében elérte a modern vasbeton összekapcsolását és a hagyományos népművészeti elemekkel, így: 
a templom egyszerre meghökkentő, tekintélyt parancsoló, népies, meseszerű és formabontó.
 Medgyaszay 1908-ban a bécsi építész konferencián saját művészi hitvallását is megadta, amely erre a templomra is jellemző: 
Törekedjünk arra, hogy az új anyagok szilárdsági viszonyait minél világosabban jellemezzük, műveink a mi népünk formanyelvén beszéljenek, és azokban a mi korunk gyermekeinek lelke, a mi világnézetünk tükröződjék.